# Championnat du monde féminin moins de 18 ans de hockey sur glace 2016
Navigation
Championnat du monde 2015 Championnat du monde 2017
Le Championnat du monde féminin moins de 18 ans de hockey sur glace 2016 est la neuvième édition de cette compétition organisée par la Fédération internationale de hockey sur glace (IIHF). 
Le tournoi de la Division Élite, regroupant les meilleurs nations, a lieu du 8 au 15 janvier 2016 à Saint Catharines, dans la province canadienne de l'Ontario. Les divisions inférieures sont disputées indépendamment du groupe Élite, en Hongrie pour la Division I et en Autriche pour les Qualifications à la Division I 2017.

## Division Élite
Le tournoi de la Division Elite a lieu au Meridian Centre (en) de Saint Catharines (Canada) du 8 au 15 janvier 2016.

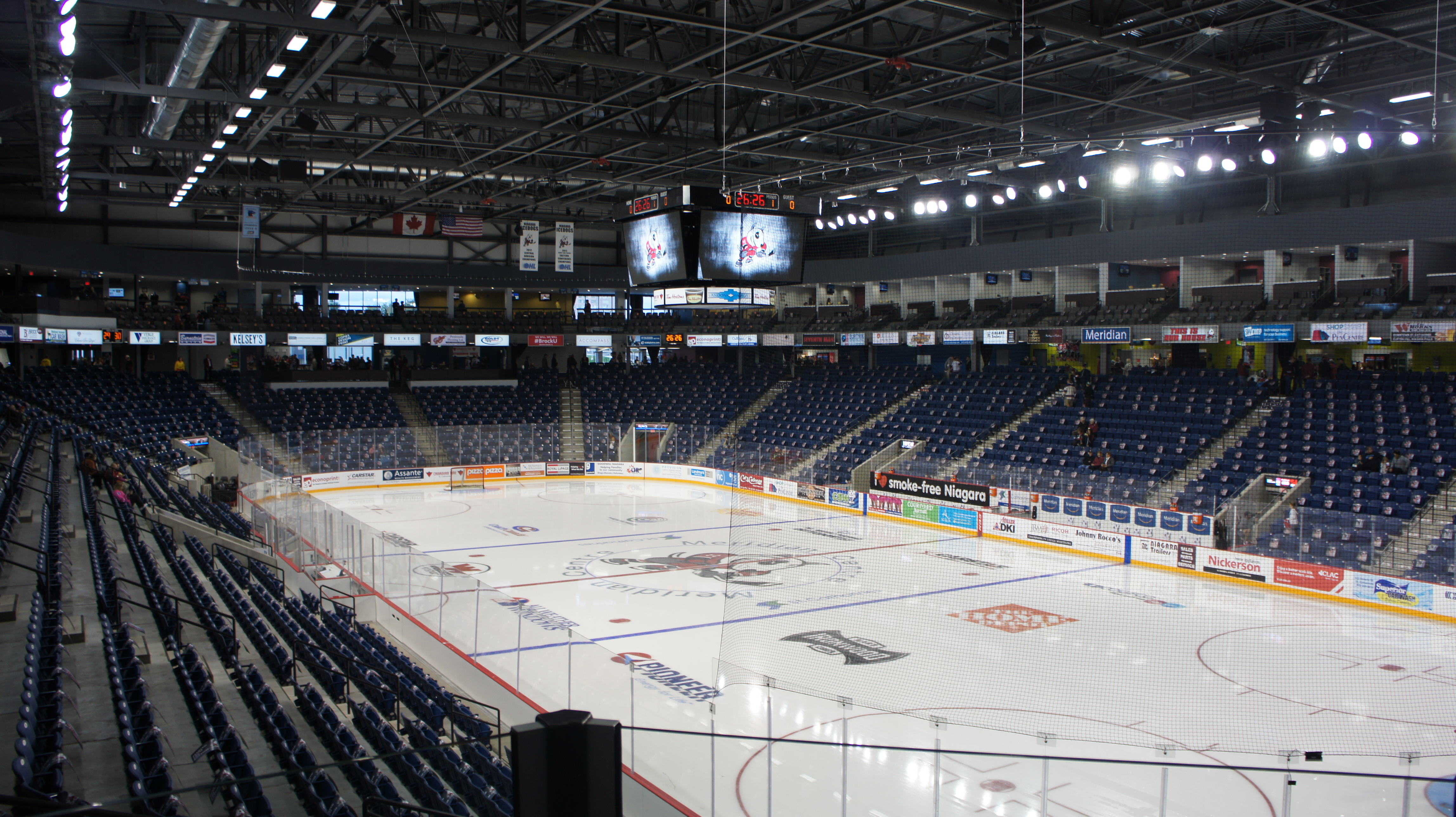
Le Meridian Centre.

| \| Localisation de Saint Catharines, au Sud de l'Ontario. \| Localisation de Saint Catharines, au Sud de l'Ontario. |
| Localisation de Saint Catharines, au Sud de l'Ontario.                                                              |

### Format de compétition
Les 8 équipes participantes sont réparties en deux groupes de 4 : les mieux classées dans le groupe A et les autres dans le groupe B. Chaque groupe est disputé sous la forme d'un championnat à matches simples. Les 2 premiers du groupe A sont qualifiés d'office pour les demi-finales. Les 2 derniers du groupe A et les 2 premiers du groupe B s'affrontent lors de quarts de finale croisés. Les 2 derniers du groupe B participent au tour de relégation qui détermine l'équipe qui sera reléguée en Division I lors de l'édition de 2017.
La répartition des points est la suivante :
- 3 points pour une victoire dans le temps réglementaire ;
- 2 points pour une victoire en prolongation ou aux tirs de fusillade ;
- 1 point pour une défaite en prolongation ou aux tirs de fusillade ;
- 0 point pour une défaite dans le temps réglementaire.

| Groupe A - Canada - États-Unis (T) - Tchéquie - Russie | Groupe B - Finlande - France (P) - Suède - Suisse |

### Tour préliminaire

#### Groupe A

##### Matches
| 8 janvier 2016 | États-Unis | 6-0 (2-0, 1-0, 3-0) | République tchèque | Meridian Centre 584 spectateurs |

| Feuille de match | Feuille de match | Feuille de match        | Feuille de match | Feuille de match                                                         |
| ---------------- | --- | ----------------------- | ---------------- | ------------------------------------------------------------------------ |
|                  | Zumwinkle (Langei) — 4 min 31 s Heise (Zumwinkle) — 18 min 25 s Oden — 26 min 49 s (IN) Snodgrass (Wente, Gilmore) — 56 min 24 s Snodgrass (Ostertag) — 56 min 47 s Skaja (Heise, Bowlby) — 57 min 21 s | 1-0 2-0 3-0 4-0 5-0 6-0 | -                | Arbitrage : Lisa Grison Juges de lignes : Danielle McGurry Stina Nilsson |
| Beth Larcom      | Gardiens | Katerina Zechovska      |                  | Arbitrage : Lisa Grison Juges de lignes : Danielle McGurry Stina Nilsson |
| 14 min           | Pénalités | 2 min                   |                  | Arbitrage : Lisa Grison Juges de lignes : Danielle McGurry Stina Nilsson |
| 35               | Tirs | 7                       |                  | Arbitrage : Lisa Grison Juges de lignes : Danielle McGurry Stina Nilsson |

| 8 janvier 2016 | Canada | 5-2 (2-0, 3-2, 0-0) | Russie | Meridian Centre 3 564 spectateurs |

| Feuille de match | Feuille de match | Feuille de match                                                   | Feuille de match                                                                | Feuille de match                                                                  |
| ---------------- | --- | ------------------------------------------------------------------ | ------------------------------------------------------------------------------- | --------------------------------------------------------------------------------- |
|                  | Shirley (Cross) — 10 min 27 s Bll (O'Neill) — 13 min 4 s - Shirley (Potomak) — 26 min 39 s (SN) Maltais — 29 min 14 s Watts (Shirley) — 35 min 1 s - | 1-0 2-0 2-1 3-1 4-1 5-1 5-2                                        | - Kadirova (Beloglazova) — 23 min 21 s - Zenchenko (Likhatchiova) — 37 min 29 s | Arbitrage : Melissa Szkola Juges de lignes : Anna Nygard Sueva Torribio-Rousselin |
| Stephanie Neatby | Gardiens | Valeria Merkoucheva (30 min 46 s) Valeria Tarakanova (29 min 14 s) |                                                                                 | Arbitrage : Melissa Szkola Juges de lignes : Anna Nygard Sueva Torribio-Rousselin |
| 8 min            | Pénalités | 6 min                                                              |                                                                                 | Arbitrage : Melissa Szkola Juges de lignes : Anna Nygard Sueva Torribio-Rousselin |
| 20               | Tirs | 18                                                                 |                                                                                 | Arbitrage : Melissa Szkola Juges de lignes : Anna Nygard Sueva Torribio-Rousselin |

| 9 janvier 2016 | Russie | 0-6 (0-0, 0-4, 0-2) | États-Unis | Meridian Centre 1 707 spectateurs |

| Feuille de match                                                 | Feuille de match | Feuille de match        | Feuille de match | Feuille de match                                                          |
| ---------------------------------------------------------------- | ---------------- | ----------------------- | --- | ------------------------------------------------------------------------- |
|                                                                  | -                | 0-1 0-2 0-3 0-4 0-5 0-6 | Snodgrass (Wente, Barnes) — 24 min 49 s Woken (Bowlby, Barnes) — 30 min 18 s Gilmore (Wente, Snodgrass) — 35 min 26 s Brodt (Norby, Woken) — 36 min 30 s Woken (Norby, Brodt) — 45 min 26 s (SN) Gilmore (Wente) — 46 min 10 s | Arbitrage : Brandy Dewar Juges de lignes : Bettina Angerer Daniela Kiefer |
| Valeria Tarakanova (40 min 0 s) Valeria Merkoucheva (20 min 0 s) | Gardiens         | Alex Gulstene           | | Arbitrage : Brandy Dewar Juges de lignes : Bettina Angerer Daniela Kiefer |
| 18 min                                                           | Pénalités        | 2 min                   | | Arbitrage : Brandy Dewar Juges de lignes : Bettina Angerer Daniela Kiefer |
| 11                                                               | Tirs             | 46                      | | Arbitrage : Brandy Dewar Juges de lignes : Bettina Angerer Daniela Kiefer |

| 9 janvier 2016 | Canada | 11-0 (3-0, 7-0, 1-0) | République tchèque | Meridian Centre 3 389 spectateurs |

| Feuille de match      | Feuille de match | Feuille de match                                              | Feuille de match | Feuille de match                                                        |
| --------------------- | --- | ------------------------------------------------------------- | ---------------- | ----------------------------------------------------------------------- |
|                       | Agnew (O'Neill, Maltais) — 18 min 7 s (SN) Oswald (Bell) — 19 min 35 s Potomak — 19 min 57 s O'Neill (Bell) — 20 min 41 s Potomak (Watts, Shirley) — 21 min 1 s Shirley (Maltais, Potomak) — 26 min 9 s Bourbonnais (Agnew) — 32 min Berg (Maltais) — 34 min 45 s Agnew (Howran, Knowles) — 39 min 40 s O'Neill (Bell, Elmes) — 39 min 55 s Schneider (Friesen) — 49 min 39 s | 1-0 2-0 3-0 4-0 5-0 6-0 7-0 8-0 9-0 10-0 11-0                 | -                | Arbitrage : Marie Picavet Juges de lignes : Jessica Leclerc Lisa Linnek |
| Edith D'Astous-Moreau | Gardiens | Katerina Zechovska (33 min 51 s) Denisa Jandova (26 min 09 s) |                  | Arbitrage : Marie Picavet Juges de lignes : Jessica Leclerc Lisa Linnek |
| 10 min                | Pénalités | 8 min                                                         |                  | Arbitrage : Marie Picavet Juges de lignes : Jessica Leclerc Lisa Linnek |
| 44                    | Tirs | 13                                                            |                  | Arbitrage : Marie Picavet Juges de lignes : Jessica Leclerc Lisa Linnek |

| 11 janvier 2016 | République tchèque | 2-3 (0-1, 0-2, 2-0) | Russie | Meridian Centre 797 spectateurs |

| Feuille de match   | Feuille de match                                                        | Feuille de match    | Feuille de match | Feuille de match                                                          |
| ------------------ | ----------------------------------------------------------------------- | ------------------- | --- | ------------------------------------------------------------------------- |
|                    | - Hymlarova (Patockova) — 47 min 39 s Patockova (Martinu) — 52 min 23 s | 0-1 0-2 0-3 1-3 2-3 | Kadirova (Beloglazova) — 6 min 54 s Vodopianova (Kadirova) — 24 min 51 s (SN) Kadirova (Vodopianova) — 29 min 10 s - | Arbitrage : Melissa Szkola Juges de lignes : Jessica Leclerc Justine Todd |
| Katerina Zechovska | Gardiens                                                                | Valeria Tarakanova  | | Arbitrage : Melissa Szkola Juges de lignes : Jessica Leclerc Justine Todd |
| 8 min              | Pénalités                                                               | 14 min              | | Arbitrage : Melissa Szkola Juges de lignes : Jessica Leclerc Justine Todd |
| 18                 | Tirs                                                                    | 20                  | | Arbitrage : Melissa Szkola Juges de lignes : Jessica Leclerc Justine Todd |

| 11 janvier 2016 | États-Unis | 4-1 (2-0, 1-0, 1-1) | Canada | Meridian Centre 4 016 spectateurs |

| Feuille de match | Feuille de match | Feuille de match    | Feuille de match                | Feuille de match                                                                     |
| ---------------- | --- | ------------------- | ------------------------------- | ------------------------------------------------------------------------------------ |
|                  | Brodt (Wethington, Barnes) — 5 min 52 s (SN) Gilmore (Barnes) — 9 min 34 s (SN) Snodgrass (Wente, Gilmore) — 26 min 6 s (SN) - Gilmore (Wente) — 58 min 34 s (CV) | 1-0 2-0 3-0 3-1 4-1 | - Edgar (Watts) — 56 min 24 s - | Arbitrage : Michaela Kiefer Juges de lignes : Stina Nilsson Sueva Torribio-Rousselin |
| Alex Gulstene    | Gardiens | Stephanie Neatby    |                                 | Arbitrage : Michaela Kiefer Juges de lignes : Stina Nilsson Sueva Torribio-Rousselin |
| 10 min           | Pénalités | 10 min              |                                 | Arbitrage : Michaela Kiefer Juges de lignes : Stina Nilsson Sueva Torribio-Rousselin |
| 32               | Tirs | 34                  |                                 | Arbitrage : Michaela Kiefer Juges de lignes : Stina Nilsson Sueva Torribio-Rousselin |

##### Classement
| Clt   | Équipe     | PJ | V | VP | D | DP | BP | BC | Diff | Pts |
| ----- | ---------- | -- | - | -- | - | -- | -- | -- | ---- | --- |
| +001, | États-Unis | 3  | 3 | 0  | 0 | 0  | 16 | 1  | +15  | 9   |
| +002, | Canada     | 3  | 2 | 0  | 0 | 1  | 17 | 6  | +11  | 6   |
| +003, | Russie     | 3  | 1 | 0  | 0 | 2  | 5  | 13 | -8   | 3   |
| +004, | Tchéquie   | 3  | 0 | 0  | 0 | 3  | 2  | 20 | -18  | 0   |

- Qualifié pour les demi-finales
- Qualifié pour les quarts de finale

#### Groupe B

##### Matches
| 8 janvier 2016 | Finlande | 11-0 (2-0, 5-0, 4-1) | France | Meridian Centre 3 521 spectateurs |

| Feuille de match | Feuille de match | Feuille de match                                        | Feuille de match                | Feuille de match                                                    |
| ---------------- | --- | ------------------------------------------------------- | ------------------------------- | ------------------------------------------------------------------- |
|                  | Melotindos (Nousiainen) — 13 min 41 s Lehtopelto (Klemola, Keromaa) — 17 min 15 s Reinikainen (Melotindos, Karppinen) — 21 min 2 s Savander (Säkkinen, Nieminen) — 25 min 18 s Nylund (Säkkinen) — 28 min 50 s Nieminen (Säkkinen, Nylund) — 32 min 3 s Karjalainen (Säkkinen, Nylund) — 38 min 57 s Nieminen (Nylund) — 40 min 40 s Nousiainen — 40 min 56 s - Reinikainen (Lehtopelto) — 47 min 34 s (IN) Nylund (Nieminen) — 59 min 15 s (SN) | 1-0 2-0 3-0 4-0 5-0 6-0 7-0 8-0 9-0 9-1 10-1 11-1       | - C. Aurard (Huguet) — 46 min - | Arbitrage : Brandy Dewar Juges de lignes : Lisa Linnek Justine Todd |
| Tiia Pajarinen   | Gardiens | Anaïs Aurard (58 min 58 s) Victoire Masure (1 min 02 s) |                                 | Arbitrage : Brandy Dewar Juges de lignes : Lisa Linnek Justine Todd |
| 8 min            | Pénalités | 8 min                                                   |                                 | Arbitrage : Brandy Dewar Juges de lignes : Lisa Linnek Justine Todd |
| 55               | Tirs | 7                                                       |                                 | Arbitrage : Brandy Dewar Juges de lignes : Lisa Linnek Justine Todd |

| 8 janvier 2016 | Suède | 5-1 (3-0, 1-0, 1-1) | Suisse | Meridian Centre 471 spectateurs |

| Feuille de match | Feuille de match | Feuille de match        | Feuille de match                 | Feuille de match                                                           |
| ---------------- | --- | ----------------------- | -------------------------------- | -------------------------------------------------------------------------- |
|                  | Hjalmarsson (Vernblom) — 12 min 11 s Lundin (Adolfsson, Nikula) — 14 min 7 s af Bjur (Neunzert, Nylén Persson) — 18 min 27 s (2 SN) af Bjur (Tedenby, Johansson) — 31 min 52 s - Lundin (Nylén Persson, Tedenby) — 56 min 29 s | 1-0 2-0 3-0 4-0 4-1 5-1 | - Müller (Rüedi) — 53 min 59 s - | Arbitrage : Marie Picavet Juges de lignes : Daniela Kiefer Jessica Leclerc |
| Emma Söderberg   | Gardiens | Vanessa Bolinger        |                                  | Arbitrage : Marie Picavet Juges de lignes : Daniela Kiefer Jessica Leclerc |
| 4 min            | Pénalités | 10 min                  |                                  | Arbitrage : Marie Picavet Juges de lignes : Daniela Kiefer Jessica Leclerc |
| 31               | Tirs | 20                      |                                  | Arbitrage : Marie Picavet Juges de lignes : Daniela Kiefer Jessica Leclerc |

| 9 janvier 2016 | Suisse | 2-0 (0-0, 1-0, 1-0) | Finlande | Meridian Centre 578 spectateurs |

| Feuille de match | Feuille de match                                                 | Feuille de match | Feuille de match | Feuille de match                                                         |
| ---------------- | ---------------------------------------------------------------- | ---------------- | ---------------- | ------------------------------------------------------------------------ |
|                  | Quennec (Enzler) — 35 min 42 s Müller (Zimmermann) — 53 min 27 s | 1-0 2-0          | -                | Arbitrage : Michaela Kiefer Juges de lignes : Stina Nilsson Justine Todd |
| Vanessa Bolinger | Gardiens                                                         | Johanna Oksman   |                  | Arbitrage : Michaela Kiefer Juges de lignes : Stina Nilsson Justine Todd |
| 12 min           | Pénalités                                                        | 2 min            |                  | Arbitrage : Michaela Kiefer Juges de lignes : Stina Nilsson Justine Todd |
| 17               | Tirs                                                             | 19               |                  | Arbitrage : Michaela Kiefer Juges de lignes : Stina Nilsson Justine Todd |

| 9 janvier 2016 | Suède | 7-0 (2-0, 3-0, 2-0) | France | Meridian Centre 406 spectateurs |

| Feuille de match | Feuille de match | Feuille de match            | Feuille de match | Feuille de match                                                         |
| ---------------- | --- | --------------------------- | ---------------- | ------------------------------------------------------------------------ |
|                  | Armborg (Hjalmarsson, Berglund) — 51 s Tedenby (El-Mahmadi) — 16 min 49 s Muren (Lundin, Nylén Persson) — 30 min 29 s Hjalmarsson (Adolfsson) — 32 min 38 s Lundin (Murén, Johansson) — 36 min 11 s Murén (Lundin) — 41 min 4 s Johansson (Adolfsson) — 43 min 33 s | 1-0 2-0 3-0 4-0 5-0 6-0 7-0 | -                | Arbitrage : Kaisa Ketonen Juges de lignes : Danielle McGurry Anna Nygard |
| Ellen Jonsson    | Gardiens | Victoire Masure             |                  | Arbitrage : Kaisa Ketonen Juges de lignes : Danielle McGurry Anna Nygard |
| 10 min           | Pénalités | 4 min                       |                  | Arbitrage : Kaisa Ketonen Juges de lignes : Danielle McGurry Anna Nygard |
| 49               | Tirs | 13                          |                  | Arbitrage : Kaisa Ketonen Juges de lignes : Danielle McGurry Anna Nygard |

| 11 janvier 2016 | Finlande | 3-1 (1-0, 1-1, 1-0) | Suède | Meridian Centre 2 635 spectateurs |

| Feuille de match | Feuille de match                                                                                                  | Feuille de match | Feuille de match                                     | Feuille de match                                                      |
| ---------------- | --- | ---------------- | ---------------------------------------------------- | --------------------------------------------------------------------- |
|                  | Nieminen (Nylund, Karppinen) — 18 min 45 s - Karppinen (Klemola) — 37 min 47 s Nieminen (Melotindos) — 52 min 6 s | 1-0 1-1 2-1 3-1  | - Adolfsson (Hjalmarsson, Johansson) — 27 min 44 s - | Arbitrage : Lisa Grison Juges de lignes : Bettina Angerer Anna Nygard |
| Tiia Pajarinen   | Gardiens | Emma Söderberg   |                                                      | Arbitrage : Lisa Grison Juges de lignes : Bettina Angerer Anna Nygard |
| 8 min            | Pénalités | 6 min            |                                                      | Arbitrage : Lisa Grison Juges de lignes : Bettina Angerer Anna Nygard |
| 18               | Tirs | 22               |                                                      | Arbitrage : Lisa Grison Juges de lignes : Bettina Angerer Anna Nygard |

| 11 janvier 2016 | Suisse | 6-0 (1-0, 3-0, 2-0) | France | Meridian Centre 211 spectateurs |

| Feuille de match                                        | Feuille de match | Feuille de match                                         | Feuille de match | Feuille de match                                                       |
| ------------------------------------------------------- | --- | -------------------------------------------------------- | ---------------- | ---------------------------------------------------------------------- |
|                                                         | Sigrist (Rüedi, Müller) — 12 min 13 s (SN) Ryhner (Zimmermann) — 21 min 48 s Müller (Berta, Quennec) — 22 min 27 s Müller (Sigrist, Rüedi) — 31 min 13 s (SN) Bachmann (Enzler, Weiss) — 45 min 50 s Müller (Gremaud) — 54 min 12 s | 1-0 2-0 3-0 4-0 5-0 6-0                                  | -                | Arbitrage : Kaisa Ketonen Juges de lignes : Daniela Kiefer Lisa Linnek |
| Vanessa Bolinger (40 min 0 s) Chiara Pfosi (20 min 0 s) | Gardiens | Anaïs Aurard (32 min 44 s) Victoire Masure (27 min 16 s) |                  | Arbitrage : Kaisa Ketonen Juges de lignes : Daniela Kiefer Lisa Linnek |
| 4 min                                                   | Pénalités | 14 min                                                   |                  | Arbitrage : Kaisa Ketonen Juges de lignes : Daniela Kiefer Lisa Linnek |
| 4                                                       | Tirs | 7                                                        |                  | Arbitrage : Kaisa Ketonen Juges de lignes : Daniela Kiefer Lisa Linnek |

##### Classement
| Clt   | Équipe   | PJ | V | VP | D | DP | BP | BC | Diff | Pts |
| ----- | -------- | -- | - | -- | - | -- | -- | -- | ---- | --- |
| +001, | Suède    | 3  | 2 | 0  | 0 | 1  | 13 | 4  | +9   | 6   |
| +002, | Finlande | 3  | 2 | 0  | 0 | 1  | 14 | 4  | +10  | 6   |
| +003, | Suisse   | 3  | 2 | 0  | 0 | 1  | 9  | 5  | +4   | 6   |
| +004, | France   | 3  | 0 | 0  | 0 | 3  | 1  | 24 | -23  | 0   |

- Qualifié pour les quarts de finale
- Joue le tour de relégation

### Tour de relégation
Le tour se joue au meilleur des 3 matches : la 1re équipe qui gagne 2 fois reste en Division Élite. Le perdant est relégué en Division I.
| 12 janvier 2016 | Suisse | 5-1 (2-1, 0-0, 3-0) | France | Meridian Centre 224 spectateurs |

| Feuille de match | Feuille de match | Feuille de match        | Feuille de match                    | Feuille de match                                                           |
| ---------------- | --- | ----------------------- | ----------------------------------- | -------------------------------------------------------------------------- |
|                  | Berta (Enzler) — 10 min 2 s Rüedi (Müller, Berta) — 16 min 53 s (SN) - Müller (Allemann) — 45 min 57 s Müller (Bachmann, Enzler) — 47 min 58 s Schlegel (Enzler, Quennec) — 57 min 19 s (SN) | 1-0 2-0 2-1 3-1 4-1 5-1 | - Verney (C. Aurard) — 18 min 2 s - | Arbitrage : Michaela Kiefer Juges de lignes : Daniela Kiefer Stina Nilsson |
| Vanessa Bolinger | Gardiens | Anaïs Aurard            |                                     | Arbitrage : Michaela Kiefer Juges de lignes : Daniela Kiefer Stina Nilsson |
| 8 min            | Pénalités | 12 min                  |                                     | Arbitrage : Michaela Kiefer Juges de lignes : Daniela Kiefer Stina Nilsson |
| 30               | Tirs | 5                       |                                     | Arbitrage : Michaela Kiefer Juges de lignes : Daniela Kiefer Stina Nilsson |

| 14 janvier 2016 | France | 0-2 (0-1, 0-0, 0-1) | Suisse | Meridian Centre 537 spectateurs |

| Feuille de match | Feuille de match | Feuille de match | Feuille de match                                                                | Feuille de match                                                    |
| ---------------- | ---------------- | ---------------- | ------------------------------------------------------------------------------- | ------------------------------------------------------------------- |
|                  | -                | 0-1 0-2          | Schlegel (Enzler, Quennec) — 10 min 16 s (SN) Enzler (Rüedi) — 42 min 42 s (IN) | Arbitrage : Lisa Grison Juges de lignes : Stine Nilsson Anna Nygard |
| Anaïs Aurard     | Gardiens         | Vanessa Bolinger |                                                                                 | Arbitrage : Lisa Grison Juges de lignes : Stine Nilsson Anna Nygard |
| 8 min            | Pénalités        | 10 min           |                                                                                 | Arbitrage : Lisa Grison Juges de lignes : Stine Nilsson Anna Nygard |
| 9                | Tirs             | 42               |                                                                                 | Arbitrage : Lisa Grison Juges de lignes : Stine Nilsson Anna Nygard |

### Phase finale

#### Tableau
|  | Quarts de finale            | Quarts de finale            |                             |                             | Demi-finales                | Demi-finales                |  |  | Finale                      | Finale                      |
|  | Quarts de finale            | Quarts de finale            |                             |                             | Demi-finales                | Demi-finales                |  |  | Finale                      | Finale                      |
|  |                             |                             |                             |                             |                             |                             |  |  |                             |                             |
|  | 12 janvier, Meridian Centre | 12 janvier, Meridian Centre |                             |                             | 14 janvier, Meridian Centre | 14 janvier, Meridian Centre |  |  | 15 janvier, Meridian Centre | 15 janvier, Meridian Centre |
|  | 12 janvier, Meridian Centre | 12 janvier, Meridian Centre |                             |                             | 14 janvier, Meridian Centre | 14 janvier, Meridian Centre |  |  | 15 janvier, Meridian Centre | 15 janvier, Meridian Centre |
|  | 12 janvier, Meridian Centre | 12 janvier, Meridian Centre | États-Unis                  | 4                           |                             |                             |  |  | 15 janvier, Meridian Centre | 15 janvier, Meridian Centre |
|  | Répub. tchèque              | 2                           | États-Unis                  | 4                           |                             |                             |  |  | 15 janvier, Meridian Centre | 15 janvier, Meridian Centre |
|  | Répub. tchèque              | 2                           | Suède                       | 0                           |                             |                             |  |  | 15 janvier, Meridian Centre | 15 janvier, Meridian Centre |
|  | Suède                       | 3                           | Suède                       | 0                           |                             |                             |  |  | 15 janvier, Meridian Centre | 15 janvier, Meridian Centre |
|  | Suède                       | 3                           | 14 janvier, Meridian Centre | 14 janvier, Meridian Centre | États-Unis                  | 3Pr.                        |  |  |                             |                             |
|  | 12 janvier, Meridian Centre |                             | 14 janvier, Meridian Centre | 14 janvier, Meridian Centre | États-Unis                  | 3Pr.                        |  |  |                             |                             |
|  |                             | Canada                      | 14 janvier, Meridian Centre | 14 janvier, Meridian Centre | 2                           |                             |  |  |                             |                             |
|  | Russie                      | Canada                      | 14 janvier, Meridian Centre | 14 janvier, Meridian Centre | 2                           | 3                           |  |  |                             |                             |
|  | Russie                      | Canada                      | 4                           |                             |                             | 3                           |  |  |                             |                             |
|  | Finlande                    | Canada                      | 4                           | 0                           |                             |                             |  |  |                             |                             |
|  | Finlande                    | Russie                      | 0                           | 0                           |                             |                             |  |  |                             |                             |
|  |                             | Russie                      | 0                           | Match pour la 3e place      |                             |                             |  |  |                             |                             |
|  | Match pour la 5e place      |                             |                             |                             |                             |                             |  |  |                             |                             |
|  | 14 janvier, Meridian Centre | 14 janvier, Meridian Centre | 15 janvier, Meridian Centre | 15 janvier, Meridian Centre |                             |                             |  |  |                             |                             |
|  | 14 janvier, Meridian Centre | 14 janvier, Meridian Centre | 15 janvier, Meridian Centre | 15 janvier, Meridian Centre |                             |                             |  |  |                             |                             |
|  | Répub. tchèque              | 3                           | Suède                       | 2                           |                             |                             |  |  |                             |                             |
|  | Répub. tchèque              | 3                           | Suède                       | 2                           |                             |                             |  |  |                             |                             |
|  | Finlande                    | 1                           | Russie                      | 1                           |                             |                             |  |  |                             |                             |
|  | Finlande                    | 1                           | Russie                      | 1                           |                             |                             |  |  |                             |                             |

#### Quarts de finale
| 12 janvier 2016 | République tchèque | 2-3 (0-0, 2-1, 0-2) | Suède | Meridian Centre 444 spectateurs |

| Feuille de match   | Feuille de match                                                                             | Feuille de match    | Feuille de match | Feuille de match                                                        |
| ------------------ | -------------------------------------------------------------------------------------------- | ------------------- | --- | ----------------------------------------------------------------------- |
|                    | Hymlarova (Bucifalova, Zednikova) — 29 min 48 s (SN) - Bucifalova (Hymlarova) — 35 min 2 s - | 1-0 1-1 2-1 2-2 2-3 | - Tedenby (Andersson) — 32 min 19 s - Murén (Adolfsson) — 41 min 26 s Tedenby (Olsson, Adolfsson) — 49 min 3 s (SN) | Arbitrage : Kaisa Ketonen Juges de lignes : Bettina Angerer Lisa Linnek |
| Katerina Zechovska | Gardiens                                                                                     | Emma Söderberg      | | Arbitrage : Kaisa Ketonen Juges de lignes : Bettina Angerer Lisa Linnek |
| 6 min              | Pénalités                                                                                    | 16 min              | | Arbitrage : Kaisa Ketonen Juges de lignes : Bettina Angerer Lisa Linnek |
| 39                 | Tirs                                                                                         | 17                  | | Arbitrage : Kaisa Ketonen Juges de lignes : Bettina Angerer Lisa Linnek |

| 12 janvier 2016 | Russie | 3-0 (1-0, 0-0, 2-0) | Finlande | Meridian Centre 1 011 spectateurs |

| Feuille de match   | Feuille de match | Feuille de match | Feuille de match | Feuille de match                                                                    |
| ------------------ | --- | ---------------- | ---------------- | ----------------------------------------------------------------------------------- |
|                    | Beloglazova (Pirogova, Vodopianova) — 7 min 50 s (SN) Kadirova (Beloglazova) — 57 min 58 s (CV) Beloglazova — 58 min 10 s | 1-0 2-0 3-0      | -                | Arbitrage : Lisa Grison Juges de lignes : Danielle McGurry Sueva Torribio Rousselin |
| Valeria Tarakanova | Gardiens | Tiia Pajarinen   |                  | Arbitrage : Lisa Grison Juges de lignes : Danielle McGurry Sueva Torribio Rousselin |
| 6 min              | Pénalités | 12 min           |                  | Arbitrage : Lisa Grison Juges de lignes : Danielle McGurry Sueva Torribio Rousselin |
| 33                 | Tirs | 17               |                  | Arbitrage : Lisa Grison Juges de lignes : Danielle McGurry Sueva Torribio Rousselin |

#### Demi-finales
| 14 janvier 2016 | États-Unis | 4-0 (1-0, 2-0, 1-0) | Suède | Meridian Centre 711 spectateurs |

| Feuille de match | Feuille de match | Feuille de match | Feuille de match | Feuille de match                                                       |
| ---------------- | --- | ---------------- | ---------------- | ---------------------------------------------------------------------- |
|                  | Heising — 6 min 24 s Brodt — 33 min 10 s (IN) Oden (Compher, Heising) — 39 min 50 s Heise (Zumwinkle, Barnes) — 46 min 30 s | 1-0 2-0 3-0 4-0  | -                | Arbitrage : Brandy Dewar Juges de lignes : Daniela Kiefer Justine Todd |
| Beth Larcom      | Gardiens | Ellen Jonsson    |                  | Arbitrage : Brandy Dewar Juges de lignes : Daniela Kiefer Justine Todd |
| 4 min            | Pénalités | 10 min           |                  | Arbitrage : Brandy Dewar Juges de lignes : Daniela Kiefer Justine Todd |
| 43               | Tirs | 9                |                  | Arbitrage : Brandy Dewar Juges de lignes : Daniela Kiefer Justine Todd |

| 14 janvier 2016 | Canada | 4-0 (1-0, 1-0, 2-0) | Russie | Meridian Centre 2 819 spectateurs |

| Feuille de match      | Feuille de match | Feuille de match                                                 | Feuille de match | Feuille de match                                                             |
| --------------------- | --- | ---------------------------------------------------------------- | ---------------- | ---------------------------------------------------------------------------- |
|                       | Bell (Maltais, Cross) — 9 min 55 s Houston (Maltais, Agnew) — 21 min 46 s (SN) Bell (O'Neill) — 42 min 31 s Friesen (Frappier) — 42 min 56 s | 1-0 2-0 3-0 4-0                                                  | -                | Arbitrage : Melissa Szkola Juges de lignes : Bettina Angerer Jessica Leclerc |
| Edith D'Astous-Moreau | Gardiens | Valeria Tarakanova (40 min 0 s) Valeria Merkoucheva (20 min 0 s) |                  | Arbitrage : Melissa Szkola Juges de lignes : Bettina Angerer Jessica Leclerc |
| 4 min                 | Pénalités | 8 min                                                            |                  | Arbitrage : Melissa Szkola Juges de lignes : Bettina Angerer Jessica Leclerc |
| 43                    | Tirs | 12                                                               |                  | Arbitrage : Melissa Szkola Juges de lignes : Bettina Angerer Jessica Leclerc |

#### Match pour la cinquième place
| 14 janvier 2016 | République tchèque | 3-1 (1-0, 1-0, 1-1) | Finlande | Meridian Centre 187 spectateurs |

| Feuille de match   | Feuille de match | Feuille de match | Feuille de match                                | Feuille de match                                                                      |
| ------------------ | --- | ---------------- | ----------------------------------------------- | ------------------------------------------------------------------------------------- |
|                    | Smetkova (Zednikova, Erbenova) — 9 min 9 s (SN) Smetkova (Neubauerova) — 34 min 26 s Juzkova (Topolska) — 47 min 30 s - | 1-0 2-0 3-0 3-1  | - Sahlström (Klemola, Melotindos) — 54 min 27 s | Arbitrage : Marie Picavet Juges de lignes : Danielle McGurry Sueva Torribio Rousselin |
| Katerina Zechovska | Gardiens | Jhanna Oksman    |                                                 | Arbitrage : Marie Picavet Juges de lignes : Danielle McGurry Sueva Torribio Rousselin |
| 4 min              | Pénalités | 2 min            |                                                 | Arbitrage : Marie Picavet Juges de lignes : Danielle McGurry Sueva Torribio Rousselin |
| 24                 | Tirs | 29               |                                                 | Arbitrage : Marie Picavet Juges de lignes : Danielle McGurry Sueva Torribio Rousselin |

#### Match pour la troisième place
| 15 janvier 2016 | Russie | 1-2 (0-2, 0-0, 1-0) | Suède | Meridian Centre 1 192 spectateurs |

| Feuille de match   | Feuille de match                       | Feuille de match | Feuille de match                                                | Feuille de match                                                          |
| ------------------ | -------------------------------------- | ---------------- | --------------------------------------------------------------- | ------------------------------------------------------------------------- |
|                    | - Beloglazova (Kadirova) — 55 min 33 s | 0-1 0-2 1-2      | Tedenby (Adolfsson) — 5 min 1 s (SN) Hjalmarsson — 13 min 3 s - | Arbitrage : Melissa Szkola Juges de lignes : Jessica Leclerc Justine Todd |
| Valeria Tarakanova | Gardiens                               | Emma Söderberg   |                                                                 | Arbitrage : Melissa Szkola Juges de lignes : Jessica Leclerc Justine Todd |
| 10 min             | Pénalités                              | 4 min            |                                                                 | Arbitrage : Melissa Szkola Juges de lignes : Jessica Leclerc Justine Todd |
| 27                 | Tirs                                   | 32               |                                                                 | Arbitrage : Melissa Szkola Juges de lignes : Jessica Leclerc Justine Todd |

#### Finale
| 15 janvier 2016 | États-Unis | 3-2 (pr) (0-1, 1-1, 1-0, 1-0) | Canada | Meridian Centre 5 516 spectateurs |

| Feuille de match | Feuille de match                                                                     | Feuille de match    | Feuille de match                                | Feuille de match                                                        |
| ---------------- | ------------------------------------------------------------------------------------ | ------------------- | ----------------------------------------------- | ----------------------------------------------------------------------- |
|                  | - Woken — 35 min Snodgrass — 48 min 3 s Snodgrass (Barnes, Wethington) — 61 min 47 s | 0-1 0-2 1-2 2-2 3-2 | Bourbonnais — 17 min 55 s Watts — 25 min 58 s - | Arbitrage : Marie Picavet Juges de lignes : Bettina Angerer Lisa Linnek |
| Alex Gulstene    | Gardiens                                                                             | Stephanie Neatby    |                                                 | Arbitrage : Marie Picavet Juges de lignes : Bettina Angerer Lisa Linnek |
| 2 min            | Pénalités                                                                            | 8 min               |                                                 | Arbitrage : Marie Picavet Juges de lignes : Bettina Angerer Lisa Linnek |
| 29               | Tirs                                                                                 | 23                  |                                                 | Arbitrage : Marie Picavet Juges de lignes : Bettina Angerer Lisa Linnek |

### Classement final
| Place              | Équipe     |
| ------------------ | ---------- |
| Médaille d'or      | États-Unis |
| Médaille d'argent  | Canada     |
| Médaille de bronze | Suède      |
| 4                  | Russie     |
| 5                  | Tchéquie   |
| 6                  | Finlande   |
| 7                  | Suisse     |
| 8                  | France     |

- Relégué en Division I en 2017

### Récompenses
Récompenses de l'IHHF
- Meilleure gardienne : Emma Söderberg (Suède)
- Meilleure défenseure : Cayla Barnes (États-Unis)
- Meilleure attaquante : Alina Müller (Suisse)

Équipe type des médias
| Gardienne   | Emma Söderberg | Emma Söderberg | Emma Söderberg | Emma Söderberg    | Emma Söderberg    | Emma Söderberg    |
| Défenseures | Cayla Barnes   | Cayla Barnes   | Cayla Barnes   | Jessica Adolfsson | Jessica Adolfsson | Jessica Adolfsson |
| Attaquantes | Ashton Bell    | Ashton Bell    | Alina Müller   | Alina Müller      | Fanuza Kadirova   | Fanuza Kadirova   |

- Meilleure joueuse (médias) : Valeria Tarakanova (Russie)

### Statistiques individuelles
Pour les significations des abréviations, voir statistiques du hockey sur glace.
| Clt | Joueuse           | Équipe     | PJ | B | A | Pts | Pun | +/- |
| --- | ----------------- | ---------- | -- | - | - | --- | --- | --- |
| 1   | Alina Müller      | Suisse     | 5  | 7 | 2 | 9   | 10  | +5  |
| 2   | Natalie Snodgrass | États-Unis | 5  | 6 | 1 | 7   | 6   | +8  |
| 3   | Fanuza Kadirova   | Russie     | 6  | 5 | 2 | 7   | 0   | +1  |
| 4   | Rahel Enzler      | Suisse     | 5  | 1 | 6 | 7   | 0   | +4  |
| 5   | Jessica Adolfsson | Suède      | 6  | 1 | 6 | 7   | 6   | +2  |
| 6   | Rebecca Gilmore   | États-Unis | 5  | 4 | 2 | 6   | 0   | +6  |
| 6   | Petra Nieminen    | Finlande   | 5  | 4 | 2 | 6   | 2   | +4  |
| 8   | Celine Tedenby    | Suède      | 6  | 4 | 2 | 6   | 6   | +2  |
| 9   | Ashton Bell       | Canada     | 5  | 3 | 3 | 6   | 0   | +6  |
| 10  | Jenniina Nylund   | Finlande   | 5  | 2 | 4 | 6   | 4   | +2  |

| Clt | Joueur             | Équipe     | PJ | Min          | BC | Moy  | %Arr  | Bl |
| --- | ------------------ | ---------- | -- | ------------ | -- | ---- | ----- | -- |
| 1   | Alex Gulstene      | États-Unis | 3  | 181 min 47 s | 3  | 0,99 | 95,45 | 1  |
| 2   | Tiia Pajarinen     | Finlande   | 3  | 179 min 36 s | 4  | 1,34 | 93,33 | 0  |
| 3   | Emma Söderberg     | Suède      | 4  | 240 min 0 s  | 7  | 1,75 | 93,27 | 0  |
| 4   | Vanessa Bolinger   | Suisse     | 5  | 279 min 36 s | 6  | 1,29 | 91,04 | 2  |
| 5   | Valeria Tarakanova | Russie     | 6  | 288 min 40 s | 14 | 2,91 | 90,07 | 1  |
| 6   | Stephanie Neatby   | Canada     | 3  | 181 min 34 s | 8  | 2,64 | 89,74 | 0  |
| 7   | Anaïs Aurard       | France     | 4  | 211 min 25 s | 22 | 6,24 | 85,90 | 0  |
| 8   | Katerina Zechovska | Tchéquie   | 5  | 273 min 16 s | 18 | 3,95 | 85,48 | 0  |

Pour les significations des abréviations, voir statistiques du hockey sur glace.

## DivisionI
Le tournoi de la Division I se déroule au Miskolc Ice Hall (en), à Miskolc en Hongrie du 10 au 16 janvier 2016. 
Il est joué sous la forme d'un mini-championnat en matches simples entre les 6 équipes. À l'issue de celui-ci, la mieux classée est promue en Division Élite pour l'édition de 2017 et la dernière est rétrogradée en Qualifications pour la Division I.

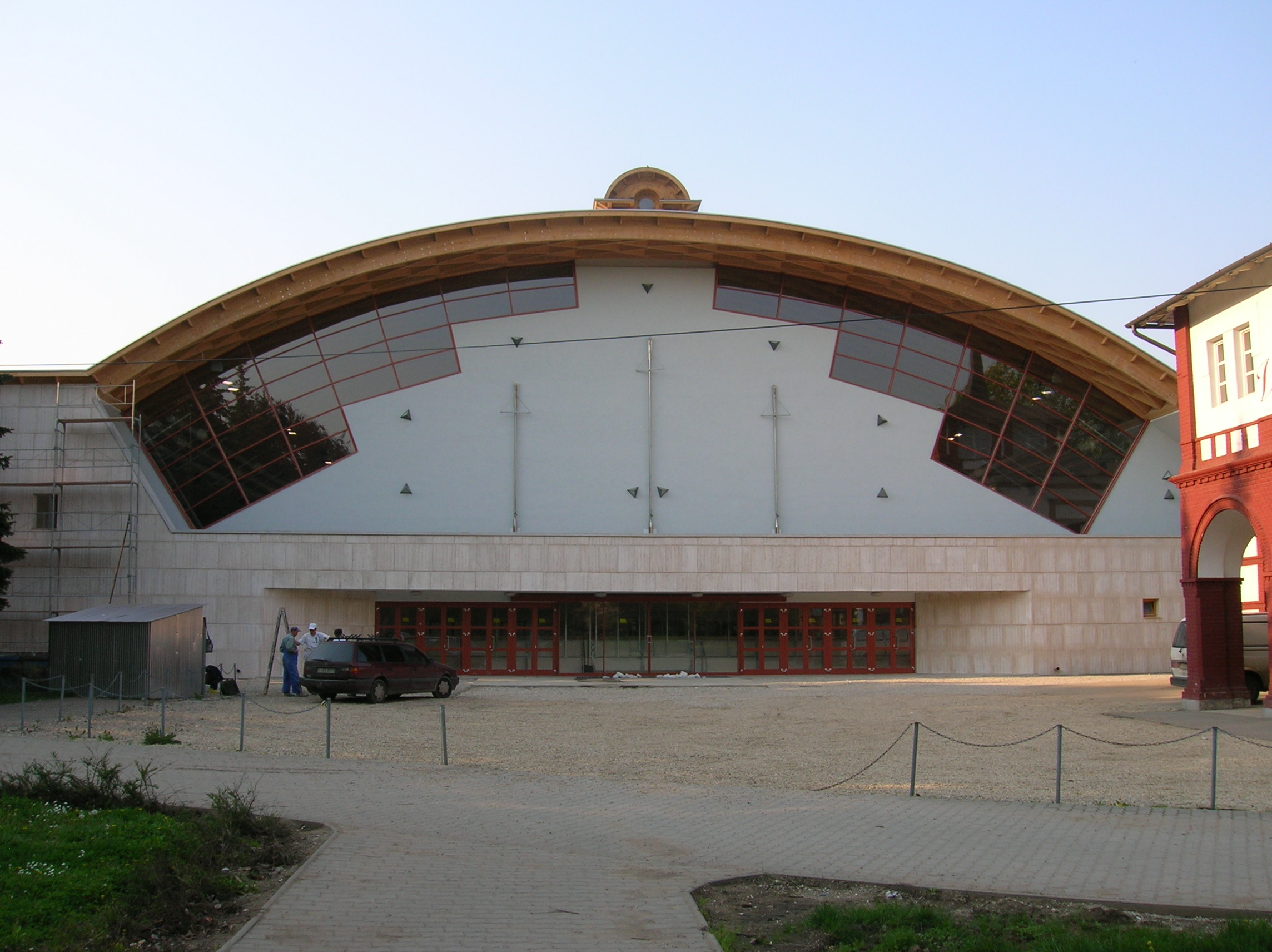
Miskolc Ice Hall.

| \| Localisation de Miskolc, au nord-est de la Hongrie. \| Localisation de Miskolc, au nord-est de la Hongrie. |
| Localisation de Miskolc, au nord-est de la Hongrie.                                                           |

### Nations participantes
- Allemagne
- Danemark, promu des Qualifications pour la Division I en 2015
- Hongrie, pays hôte
- Japon, relégué de la Division Élite en 2015
- Norvège
- Slovaquie

### Matches
| 10 janvier 2016 | Danemark | 0-3 (0-0, 0-1, 0-2) | Japon | Miskolc Ice Hall 55 spectateurs |

| Feuille de match | Feuille de match | Feuille de match                                       | Feuille de match                                                                      | Feuille de match                                                              |
| ---------------- | ---------------- | ------------------------------------------------------ | ------------------------------------------------------------------------------------- | ----------------------------------------------------------------------------- |
|                  | -                | 0-1 0-2 0-3                                            | Shiga — 39 min 47 s Ota (Koyama, Takenaka) — 43 min 10 s Hinata (Miura) — 47 min 33 s | Arbitrage : Ulrike Winklmayr Juges de lignes : Zsuzsanna Sandor Harriet Weegh |
| Martine Terrida  | Gardiens         | Ayu Tonosaki (54 min 26 s) Miyuu Masuhara (5 min 34 s) |                                                                                       | Arbitrage : Ulrike Winklmayr Juges de lignes : Zsuzsanna Sandor Harriet Weegh |
| 8 min            | Pénalités        | 4 min                                                  |                                                                                       | Arbitrage : Ulrike Winklmayr Juges de lignes : Zsuzsanna Sandor Harriet Weegh |
| 8                | Tirs             | 56                                                     |                                                                                       | Arbitrage : Ulrike Winklmayr Juges de lignes : Zsuzsanna Sandor Harriet Weegh |

| 10 janvier 2016 | Allemagne | 5-1 (0-1, 4-0, 1-0) | Norvège | Miskolc Ice Hall 110 spectateurs |

| Feuille de match | Feuille de match | Feuille de match        | Feuille de match                       | Feuille de match                                                            |
| ---------------- | --- | ----------------------- | -------------------------------------- | --------------------------------------------------------------------------- |
|                  | - Botthof (Nix) — 24 min 21 s Nix — 26 min 23 s Soccio (Nix) — 30 min 35 s Soccio (Nix) — 39 min 32 s Nix — 54 min 36 s | 0-1 1-1 2-1 3-1 4-1 5-1 | Alfer (Sirum, Pedersen) — 5 min 26 s - | Arbitrage : Mackenzie Williams Juges de lignes : Zita Gebora Jenni Jaatinen |
| Johanna May      | Gardiens | Ena Nystrøm             |                                        | Arbitrage : Mackenzie Williams Juges de lignes : Zita Gebora Jenni Jaatinen |
| 10 min           | Pénalités | 10 min                  |                                        | Arbitrage : Mackenzie Williams Juges de lignes : Zita Gebora Jenni Jaatinen |
| 40               | Tirs | 22                      |                                        | Arbitrage : Mackenzie Williams Juges de lignes : Zita Gebora Jenni Jaatinen |

| 10 janvier 2016 | Hongrie | 0-5 (0-3, 0-0, 0-2) | Slovaquie | Miskolc Ice Hall 350 spectateurs |

| Feuille de match | Feuille de match | Feuille de match    | Feuille de match | Feuille de match                                                            |
| ---------------- | ---------------- | ------------------- | --- | --------------------------------------------------------------------------- |
|                  | -                | 0-1 0-2 0-3 0-4 0-5 | Surakova (Rumanova, Istocyova) — 8 min 40 s Maskalova (Istocyova) — 11 min 2 s Maskalova (Istocyova) — 13 min 35 s (SN) Istocyova (Sulikova, Faberova) — 42 min 43 s Sulikova (Faberova, Surakova) — 55 min 57 s | Arbitrage : Radka Ruzickova Juges de lignes : Leigh Hetherington Lee Tae-ri |
| Vanessa Horvath  | Gardiens         | Adriana Stofankova  | | Arbitrage : Radka Ruzickova Juges de lignes : Leigh Hetherington Lee Tae-ri |
| 4 min            | Pénalités        | 8 min               | | Arbitrage : Radka Ruzickova Juges de lignes : Leigh Hetherington Lee Tae-ri |
| 14               | Tirs             | 33                  | | Arbitrage : Radka Ruzickova Juges de lignes : Leigh Hetherington Lee Tae-ri |

| 11 janvier 2016 | Japon | 3-1 (0-1, 1-0, 2-0) | Allemagne | Miskolc Ice Hall 45 spectateurs |

| Feuille de match | Feuille de match                                                                                          | Feuille de match | Feuille de match                      | Feuille de match                                                   |
| ---------------- | --- | ---------------- | ------------------------------------- | ------------------------------------------------------------------ |
|                  | - Seki (Enomoto) — 25 min 18 s Aoi Shiga (Ak. Shiga) — 55 min 12 s (SN) Aoi Shiga — 59 min 53 s (IN + CV) | 0-1 1-1 2-1 3-1  | Schwamborn (Caluberg) — 14 min 22 s - | Arbitrage : Elena Ivanova Juges de lignes : Zita Gebora Lee Tae-ri |
| Ayu Tonosaki     | Gardiens                                                                                                  | Johanna May      |                                       | Arbitrage : Elena Ivanova Juges de lignes : Zita Gebora Lee Tae-ri |
| 6 min            | Pénalités                                                                                                 | 8 min            |                                       | Arbitrage : Elena Ivanova Juges de lignes : Zita Gebora Lee Tae-ri |
| 20               | Tirs | 21               |                                       | Arbitrage : Elena Ivanova Juges de lignes : Zita Gebora Lee Tae-ri |

| 11 janvier 2016 | Slovaquie | 5-0 (1-0, 4-0, 0-0) | Danemark | Miskolc Ice Hall 40 spectateurs |

| Feuille de match                                                | Feuille de match | Feuille de match                                                     | Feuille de match | Feuille de match                                                                |
| --------------------------------------------------------------- | --- | -------------------------------------------------------------------- | ---------------- | ------------------------------------------------------------------------------- |
|                                                                 | Kollova (Surakova, Korenkova) — 13 min 12 s Vargova — 20 min 35 s Kosecka (Istocyova, Kollova) — 21 min 12 s Surakova (Maskalova, Zaborska) — 25 min 43 s (SN) Drabekova (Trebulova, Zaborska) — 30 min 38 s | 1-0 2-0 3-0 4-0 5-0                                                  | -                | Arbitrage : Mackenzie Williams Juges de lignes : Tanja Cadonau Zsuzsanna Sandor |
| Adriana Stofankova (30 min 38 s) andrea Risianova (29 min 22 s) | Gardiens | Martine Terrida (25 min 43 s) Cassandra Repstock-Romme (34 min 17 s) |                  | Arbitrage : Mackenzie Williams Juges de lignes : Tanja Cadonau Zsuzsanna Sandor |
| 6 min                                                           | Pénalités | 4 min                                                                |                  | Arbitrage : Mackenzie Williams Juges de lignes : Tanja Cadonau Zsuzsanna Sandor |
| 36                                                              | Tirs | 14                                                                   |                  | Arbitrage : Mackenzie Williams Juges de lignes : Tanja Cadonau Zsuzsanna Sandor |

| 11 janvier 2016 | Norvège | 5-0 (1-0, 1-0, 3-0) | Hongrie | Miskolc Ice Hall 150 spectateurs |

| Feuille de match | Feuille de match | Feuille de match    | Feuille de match | Feuille de match                                                                |
| ---------------- | --- | ------------------- | ---------------- | ------------------------------------------------------------------------------- |
|                  | Strandborg (Pedersen) — 7 min 55 s Sirum (Engmann, Tendenes) — 31 min 33 s Johnsrud (Behn) — 43 min 35 s Tendenes — 56 min 38 s Engmann (Sirum) — 58 min 46 s | 1-0 2-0 3-0 4-0 5-0 | -                | Arbitrage : Ulrike Winklmayr Juges de lignes : Leigh Hetherington Harriet Weegh |
| Ena Nystrøm      | Gardiens | Yumi Maruyama       |                  | Arbitrage : Ulrike Winklmayr Juges de lignes : Leigh Hetherington Harriet Weegh |
| 10 min           | Pénalités | 10 min              |                  | Arbitrage : Ulrike Winklmayr Juges de lignes : Leigh Hetherington Harriet Weegh |
| 41               | Tirs | 22                  |                  | Arbitrage : Ulrike Winklmayr Juges de lignes : Leigh Hetherington Harriet Weegh |

| 13 janvier 2016 | Norvège | 2-5 (1-0, 0-2, 1-3) | Slovaquie | Miskolc Ice Hall 85 spectateurs |

| Feuille de match | Feuille de match                                                                     | Feuille de match            | Feuille de match | Feuille de match                                                           |
| ---------------- | ------------------------------------------------------------------------------------ | --------------------------- | --- | -------------------------------------------------------------------------- |
|                  | Aasen (Johansen, Strandborg) — 14 min 47 s (SN) - Engmann (Bergesen) — 56 min 56 s - | 1-0 1-1 1-2 1-3 1-4 2-4 2-5 | - Kosecka (Istocyova, Kollova) — 30 min 33 s (SN) Maskalova (Vargova) — 35 min 53 s (SN) Maskalova (Vargova, Klimasova) — 45 min 44 s (SN) Kosecka (Kollova, Surakova) — 51 min 11 s (SN) - Drabekova — 59 min 59 s (CV) | Arbitrage : Elena Ivanova Juges de lignes : Zita Gebora Leigh Hetherington |
| Ena Nystrøm      | Gardiens                                                                             | Adriana Stofankova          | | Arbitrage : Elena Ivanova Juges de lignes : Zita Gebora Leigh Hetherington |
| 20 min           | Pénalités                                                                            | 16 min                      | | Arbitrage : Elena Ivanova Juges de lignes : Zita Gebora Leigh Hetherington |
| 20               | Tirs                                                                                 | 39                          | | Arbitrage : Elena Ivanova Juges de lignes : Zita Gebora Leigh Hetherington |

| 13 janvier 2016 | Danemark | 1-3 (0-0, 0-1, 1-2) | Allemagne | Miskolc Ice Hall 65 spectateurs |

| Feuille de match         | Feuille de match                    | Feuille de match | Feuille de match                                                                                       | Feuille de match                                                             |
| ------------------------ | ----------------------------------- | ---------------- | --- | ---------------------------------------------------------------------------- |
|                          | - Almquist (Sørensen) — 59 min 21 s | 0-1 0-2 0-3 1-3  | Eicher (Kaisr, Botthof) — 29 min 45 s (SN) Kanters (Amort) — 46 min 24 s Swikull (Nix) — 46 min 33 s - | Arbitrage : Radka Ruzickova Juges de lignes : Tanja Cadonau Zsuzsanna Sandor |
| Cassandra Repstock-Romme | Gardiens                            | Johanna May      | | Arbitrage : Radka Ruzickova Juges de lignes : Tanja Cadonau Zsuzsanna Sandor |
| 31 min                   | Pénalités                           | 2 min            | | Arbitrage : Radka Ruzickova Juges de lignes : Tanja Cadonau Zsuzsanna Sandor |
| 10                       | Tirs                                | 49               | | Arbitrage : Radka Ruzickova Juges de lignes : Tanja Cadonau Zsuzsanna Sandor |

| 13 janvier 2016 | Japon | 7-0 (2-0, 4-0, 1-0) | Hongrie | Miskolc Ice Hall 120 spectateurs |

| Feuille de match                                      | Feuille de match | Feuille de match                                         | Feuille de match | Feuille de match                                                         |
| ----------------------------------------------------- | --- | -------------------------------------------------------- | ---------------- | ------------------------------------------------------------------------ |
|                                                       | Tsukimoto (Sonoda, Konishi) — 3 min (SN) Hinata (Sonoya, Koyama) — 18 min 44 s Sonoda (Tsukimoto) — 21 min 21 s Tsukimoto (Hinata) — 26 min 55 s Konishi (Ito) — 34 min 57 s Hinata (Yamashita) — 38 min 43 s Enomoto (Shiga, Otaki) — 46 min 21 s | 1-0 2-0 3-0 4-0 5-0 6-0 7-0                              | -                | Arbitrage : Ulrike Winklmayr Juges de lignes : Jenni Jaatinen Lee Tae-ri |
| Ayu Tonosaki (40 min 0 s) Miyuu Masuhura (20 min 0 s) | Gardiens | Vanessa Horvath (33 min 57 s) Yumi Maruyama (26 min 3 s) |                  | Arbitrage : Ulrike Winklmayr Juges de lignes : Jenni Jaatinen Lee Tae-ri |
| 8 min                                                 | Pénalités | 8 min                                                    |                  | Arbitrage : Ulrike Winklmayr Juges de lignes : Jenni Jaatinen Lee Tae-ri |
| 46                                                    | Tirs | 7                                                        |                  | Arbitrage : Ulrike Winklmayr Juges de lignes : Jenni Jaatinen Lee Tae-ri |

| 14 janvier 2016 | Norvège | 6-1 (2-0, 3-0, 1-1) | Danemark | Miskolc Ice Hall 55 spectateurs |

| Feuille de match                                 | Feuille de match | Feuille de match                                                     | Feuille de match                               | Feuille de match                                                                 |
| ------------------------------------------------ | --- | -------------------------------------------------------------------- | ---------------------------------------------- | -------------------------------------------------------------------------------- |
|                                                  | Behn (Bergesen, Strandborg) — 2 min 48 s (SN) Engmann (Sirum, Johansen) — 9 min 28 s Engmann (Sirum) — 29 min 11 s (IN) Engmann (Sirum) — 33 min 37 s (SN) Sirum (Engmann, Tendenes) — 39 min 18 s (SN) - Johnsrud (Sirum) — 58 min 32 s (SN) | 1-0 2-0 3-0 4-0 5-0 5-1 6-1                                          | - Friis-Hansen (Almquist) — 46 min 29 s (IN) - | Arbitrage : Mackenzie Williams Juges de lignes : Jenni Jaatinen Zsuzsanna Sandor |
| Ena Nystrøm (40 min 0 s) Mia Isdahl (20 min 0 s) | Gardiens | Martine Terrida (33 min 37 s) Cassandra Repstock-Romme (26 min 23 s) |                                                | Arbitrage : Mackenzie Williams Juges de lignes : Jenni Jaatinen Zsuzsanna Sandor |
| 10 min                                           | Pénalités | 26 min                                                               |                                                | Arbitrage : Mackenzie Williams Juges de lignes : Jenni Jaatinen Zsuzsanna Sandor |
| 43                                               | Tirs | 19                                                                   |                                                | Arbitrage : Mackenzie Williams Juges de lignes : Jenni Jaatinen Zsuzsanna Sandor |

| 14 janvier 2016 | Slovaquie | 1-4 (0-2, 1-0, 0-2) | Japon | Miskolc Ice Hall 90 spectateurs |

| Feuille de match   | Feuille de match                        | Feuille de match    | Feuille de match | Feuille de match                                                        |
| ------------------ | --------------------------------------- | ------------------- | --- | ----------------------------------------------------------------------- |
|                    | - Maskalova (Trebulova) — 35 min 51 s - | 0-1 0-2 1-2 1-3 1-4 | Yamashita (Ito) — 6 min 7 s Aoi Shiga (Ak. Shiga) — 11 min 10 s (SN) - Ak. Shiga (Enomoto) — 43 min 17 s (SN) Konishi (Ito, Enomoto) — 56 min 30 s | Arbitrage : Radka Ruzickova Juges de lignes : Tanja Cadonau Zita Gebora |
| Adriana Stofankova | Gardiens                                | Ayu Tonosaki        | | Arbitrage : Radka Ruzickova Juges de lignes : Tanja Cadonau Zita Gebora |
| 10 min             | Pénalités                               | 2 min               | | Arbitrage : Radka Ruzickova Juges de lignes : Tanja Cadonau Zita Gebora |
| 9                  | Tirs                                    | 26                  | | Arbitrage : Radka Ruzickova Juges de lignes : Tanja Cadonau Zita Gebora |

| 14 janvier 2016 | Allemagne | 7-1 (2-0, 4-0, 1-1) | Hongrie | Miskolc Ice Hall 100 spectateurs |

| Feuille de match                                        | Feuille de match | Feuille de match                                         | Feuille de match              | Feuille de match                                                             |
| ------------------------------------------------------- | --- | -------------------------------------------------------- | ----------------------------- | ---------------------------------------------------------------------------- |
|                                                         | Clauberg (Brendel) — 7 min 41 s Eicher (Sabus, Feldmeier) — 18 min 28 s (SN) Eicher (Schmitz, Feldmeier) — 22 min 34 s (SN) Swikull — 23 min 29 s Eicher (Brendel, Botthof) — 29 min 59 s (SN) Sabus (Eicher) — 30 min 11 s (SN) - Welcke (Heller) — 49 min 9 s | 1-0 2-0 3-0 4-0 5-0 6-0 6-1 7-1                          | - Varadi — 41 min 28 s (SN) - | Arbitrage : Elena Ivanova Juges de lignes : Leigh Hetherington Harriet Weegh |
| Johanna May (20 min 0 s) Sandra Abstreiter (40 min 0 s) | Gardiens | Yumi Maryama (30 min 11 s) Vanessa Horvath (29 min 49 s) |                               | Arbitrage : Elena Ivanova Juges de lignes : Leigh Hetherington Harriet Weegh |
| 8 min                                                   | Pénalités | 18 min                                                   |                               | Arbitrage : Elena Ivanova Juges de lignes : Leigh Hetherington Harriet Weegh |
| 57                                                      | Tirs | 19                                                       |                               | Arbitrage : Elena Ivanova Juges de lignes : Leigh Hetherington Harriet Weegh |

| 16 janvier 2016 | Slovaquie | 2-3 (pr) (1-0, 1-1, 0-1, 0-1) | Allemagne | Miskolc Ice Hall 95 spectateurs |

| Feuille de match   | Feuille de match                                                                             | Feuille de match    | Feuille de match                                                                                     | Feuille de match                                                      |
| ------------------ | -------------------------------------------------------------------------------------------- | ------------------- | --- | --------------------------------------------------------------------- |
|                    | Maskalova (Kosecka, Korenkova) — 7 min 44 s - Korenkova (Kosecka, Istocyova) — 34 min 31 s - | 1-0 1-1 2-1 2-2 2-3 | - Soccio (Nix, Haider) — 25 min 9 s - Kanters (Kaiser) — 52 min 34 s (SN) Soccio (Nix) — 61 min 54 s | Arbitrage : Ulrike Winklmayr Juges de lignes : Zita Gebora Lee Tae-ri |
| Adriana Stofankova | Gardiens                                                                                     | Johanna May         | | Arbitrage : Ulrike Winklmayr Juges de lignes : Zita Gebora Lee Tae-ri |
| 6 min              | Pénalités                                                                                    | 4 min               | | Arbitrage : Ulrike Winklmayr Juges de lignes : Zita Gebora Lee Tae-ri |
| 25                 | Tirs                                                                                         | 35                  | | Arbitrage : Ulrike Winklmayr Juges de lignes : Zita Gebora Lee Tae-ri |

| 16 janvier 2016 | Japon | 1-0 (1-0, 0-0, 0-0) | Norvège | Miskolc Ice Hall 50 spectateurs |

| Feuille de match | Feuille de match                        | Feuille de match | Feuille de match | Feuille de match                                                           |
| ---------------- | --------------------------------------- | ---------------- | ---------------- | -------------------------------------------------------------------------- |
|                  | Takenaka (Hinata, Sonoya) — 10 min 38 s | 1-0              | -                | Arbitrage : Elena Ivanova Juges de lignes : Tanja Cadonau Zsuzsanna Sandor |
| Ayu Tonosaki     | Gardiens                                | Ena Nystrøm      |                  | Arbitrage : Elena Ivanova Juges de lignes : Tanja Cadonau Zsuzsanna Sandor |
| 8 min            | Pénalités                               | 16 min           |                  | Arbitrage : Elena Ivanova Juges de lignes : Tanja Cadonau Zsuzsanna Sandor |
| 32               | Tirs                                    | 17               |                  | Arbitrage : Elena Ivanova Juges de lignes : Tanja Cadonau Zsuzsanna Sandor |

| 16 janvier 2016 | Hongrie | 3-0 (2-0, 1-0, 0-0) | Danemark | Miskolc Ice Hall 250 spectateurs |

| Feuille de match | Feuille de match                                                                                        | Feuille de match | Feuille de match | Feuille de match                                                                |
| ---------------- | --- | ---------------- | ---------------- | ------------------------------------------------------------------------------- |
|                  | Szucs (Szick) — 1 min 43 s Gottlibet (Pinter) — 16 min 4 s Pinter (Odnoga, Gottlibet) — 21 min 1 s (SN) | 1-0 2-0 3-0      | -                | Arbitrage : Radka Ruzickova Juges de lignes : Leigh Hetherington Jenni Jaatinen |
| Vanessa Horvath  | Gardiens                                                                                                | Martine Terrida  |                  | Arbitrage : Radka Ruzickova Juges de lignes : Leigh Hetherington Jenni Jaatinen |
| 2 min            | Pénalités                                                                                               | 14 min           |                  | Arbitrage : Radka Ruzickova Juges de lignes : Leigh Hetherington Jenni Jaatinen |
| 37               | Tirs | 19               |                  | Arbitrage : Radka Ruzickova Juges de lignes : Leigh Hetherington Jenni Jaatinen |

### Classement final
| Clt   | Équipe    | PJ | V | VP | D | DP | BP | BC | Diff | Pts |
| ----- | --------- | -- | - | -- | - | -- | -- | -- | ---- | --- |
| +001, | Japon     | 5  | 5 | 0  | 0 | 0  | 18 | 2  | +16  | 15  |
| +002, | Allemagne | 5  | 3 | 1  | 1 | 0  | 19 | 8  | +11  | 11  |
| +003, | Slovaquie | 5  | 3 | 0  | 1 | 1  | 18 | 9  | +9   | 10  |
| +004, | Norvège   | 5  | 2 | 0  | 3 | 0  | 14 | 12 | +2   | 6   |
| +005, | Hongrie   | 5  | 1 | 0  | 4 | 0  | 4  | 24 | -20  | 3   |
| +006, | Danemark  | 5  | 0 | 0  | 5 | 0  | 2  | 20 | -18  | 0   |

- Promu en Division Élite
- Relégué en poule de qualifications pour la Division I

### Statistiques individuelles
Récompenses
- Meilleure gardienne : Ayu Tonosaki (Japon)
- Meilleure défenseure : Tatiana Istocyova (Slovaquie)
- Meilleure attaquante : Emily Nix (Allemagne)

| Clt | Joueuse                 | Équipe    | PJ | B | A | Pts | Pun | +/- |
| --- | ----------------------- | --------- | -- | - | - | --- | --- | --- |
| 1   | Emily Nix               | Allemagne | 5  | 2 | 6 | 8   | 2   | +8  |
| 2   | Millie Sirum            | Norvège   | 5  | 2 | 6 | 8   | 12  | +3  |
| 3   | Viktoria Maskalova      | Slovaquie | 5  | 6 | 1 | 7   | 2   | +4  |
| 4   | Josefine Biseth Engmann | Norvège   | 5  | 5 | 2 | 7   | 4   | +3  |
| 5   | Tatiana Istocyova       | Slovaquie | 5  | 1 | 5 | 6   | 4   | +6  |
| 6   | Larissa Eicher          | Allemagne | 5  | 4 | 1 | 5   | 2   | -4  |
| 7   | Ran Hinata              | Japon     | 5  | 3 | 2 | 5   | 0   | +4  |
| 7   | Romana Kosecka          | Slovaquie | 5  | 3 | 2 | 5   | 4   | +1  |
| 9   | Annamaria Surakova      | Slovaquie | 5  | 2 | 3 | 5   | 8   | +1  |
| 10  | Kelsey Soccio           | Allemagne | 5  | 4 | 0 | 4   | 2   | +4  |

Pour les significations des abréviations, voir statistiques du hockey sur glace.
| Clt | Joueur                   | Équipe    | PJ | Min          | BC | Moy  | %Arr  | Bl |
| --- | ------------------------ | --------- | -- | ------------ | -- | ---- | ----- | -- |
| 1   | Ayu Tonosaki             | Japon     | 5  | 274 min 26 s | 2  | 0,44 | 96,55 | 1  |
| 2   | Ena Nystrøm              | Norvège   | 5  | 277 min 18 s | 10 | 2,16 | 92,96 | 1  |
| 3   | Cassandra Repstock-Romme | Danemark  | 3  | 120 min 40 s | 6  | 2,98 | 92,94 | 0  |
| 4   | Johanna May              | Allemagne | 5  | 260 min 52 s | 6  | 1,38 | 92,50 | 0  |
| 5   | Adriana Stofankova       | Slovaquie | 5  | 272 min 32 s | 9  | 1,98 | 90,91 | 1  |
| 6   | Vanessa Horvath          | Hongrie   | 4  | 183 min 46 s | 10 | 3,27 | 90,48 | 1  |
| 7   | Martine Terrida          | Danemark  | 4  | 179 min 20 s | 14 | 4,68 | 88,89 | 0  |

Pour les significations des abréviations, voir statistiques du hockey sur glace.

## Qualifications pour la DivisionI
Ce tournoi de qualification permet de désigner l'équipe qui sera promue en Division I pour l'édition 2017 de la compétition. 
Il aura lieu dans les villes autrichiennes de Spittal an der Drau et Radenthein du 7 au 11 janvier 2016.
| AUTRICHE Spittal an der Drau Radenthein Localisation de Spittal an der Drau (rouge) et de Radenthein (vert) en Autriche. |

Les 8 équipes participantes sont regroupées dans 2 poules ou chacune joue contre les 3 autres dans chaque groupe. Les deux premiers se disputent la montée tandis que les autres jouent des matches de classement (2e contre 2e, 3e contre 3e et 4e contre 4e).
| Groupe A                                   | Groupe B                                         |
| ------------------------------------------ | ------------------------------------------------ |
| - Autriche - Chine - Kazakhstan - Roumanie | - Australie - Grande-Bretagne - Italie - Pologne |

### Groupe A

#### Matches
| 7 janvier 2016 | Kazakhstan | 5-2 (2-1, 0-1, 3-0) | Chine | Eis Sport Arena, Spittal an der Drau |

| Feuille de match    | Feuille de match | Feuille de match            | Feuille de match                                    | Feuille de match                                                        |
| ------------------- | --- | --------------------------- | --------------------------------------------------- | ----------------------------------------------------------------------- |
|                     | Aldabergenova — 1 min 4 s - Aldabergenova (Feklistova) — 19 min 35 s - Petsevitch (Aldabergenova) — 52 min 48 s Morozova — 56 min 33 s Petsevitch (Aldabergenova) — 57 min 53 s | 1-0 1-1 2-1 2-2 3-2 4-2 5-2 | - Gong (Pi, Dai) — 12 min 35 s - Ji — 35 min 59 s - | Arbitrage : Ma Sang-hee Juges de lignes : Veronika Dopitova Sandra Peer |
| Alexandra Poliyenko | Gardiens | He Siye                     |                                                     | Arbitrage : Ma Sang-hee Juges de lignes : Veronika Dopitova Sandra Peer |
| 6 min               | Pénalités | 16 min                      |                                                     | Arbitrage : Ma Sang-hee Juges de lignes : Veronika Dopitova Sandra Peer |
| 44                  | Tirs | 22                          |                                                     | Arbitrage : Ma Sang-hee Juges de lignes : Veronika Dopitova Sandra Peer |

| 7 janvier 2016 | Autriche | 12-0 (3-0, 5-0, 4-0) | Roumanie | Eis Sport Arena, Spittal an der Drau |

| Feuille de match | Feuille de match | Feuille de match                                     | Feuille de match | Feuille de match                                                   |
| ---------------- | --- | ---------------------------------------------------- | ---------------- | ------------------------------------------------------------------ |
|                  | Burghart (Trummer, Killisch von Horn) — 2 min 21 s Trummer — 5 min 54 s Kapfinger (Matzka) — 14 min 25 s Matzka — 20 min 28 s Schusser (Trummer) — 27 min 13 s (IN) Schafzahl — 29 min 24 s Engelhart (Schafzahl, Matzka) — 33 min 21 s Pesendorfer (Matzka) — 39 min 1 s Schafzahl — 40 min 59 s Pesendorfer (Schafzahl) — 43 min 51 s (IN) Matzka — 44 min 1 s (IN) Heuberger (Engelhart) — 54 min 23 s | 1-0 2-0 3-0 4-0 5-0 6-0 7-0 8-0 9-0 10-0 11-0 12-0   | -                | Arbitrage : Rita Rygh Juges de lignes : Aiko Hoshi Maruska Piccoli |
| Jessica Ekrt     | Gardiens | Andrea Kurko (45 min 30 s) Bianca Bobu (14 min 30 s) |                  | Arbitrage : Rita Rygh Juges de lignes : Aiko Hoshi Maruska Piccoli |
| 8 min            | Pénalités | 2 min                                                |                  | Arbitrage : Rita Rygh Juges de lignes : Aiko Hoshi Maruska Piccoli |
| 72               | Tirs | 7                                                    |                  | Arbitrage : Rita Rygh Juges de lignes : Aiko Hoshi Maruska Piccoli |

| 8 janvier 2016 | Kazakhstan | 15-0 (5-0, 3-0, 7-0) | Roumanie | Eis Sport Arena, Spittal an der Drau 150 spectateurs |

| Feuille de match | Feuille de match | Feuille de match                                                  | Feuille de match | Feuille de match                                                         |
| ---------------- | --- | ----------------------------------------------------------------- | ---------------- | ------------------------------------------------------------------------ |
|                  | Kokorina — 1 min 50 s Aldabergenova (Morozova) — 10 min 33 s Feklistova — 14 min 20 s Feklistova (Aldabergenova) — 14 min 37 s Feklistova (Aldabergenova) — 17 min 18 s Kokorina — 22 min 25 s Kouzmina (Idiyatulina) — 30 min 35 s Aldabergenova (Petsevitch) — 32 min 25 s (IN) Zaripova — 42 min 34 s Petsevitch (Aldabergenova) — 47 min 19 s Aldabergenova (Chathmatova, Petsevitch) — 48 min 4 s Petsevitch (Aldabergenova) — 48 min 18 s Petsevitch (Morozova) — 50 min 10 s Feklistova (Morozova, Petsevitch) — 56 min 41 s Petsevitch — 59 min 25 s (IN) | 1-0 2-0 3-0 4-0 5-0 6-0 7-0 8-0 9-0 10-0 11-0 12-0 13-0 14-0 15-0 | -                | Arbitrage : Ma Sang-hee Juges de lignes : Julia Kainberger Diana Mokhova |
| Arina Chiokolova | Gardiens | Andrea Kurko                                                      |                  | Arbitrage : Ma Sang-hee Juges de lignes : Julia Kainberger Diana Mokhova |
| 12 min           | Pénalités | 8 min                                                             |                  | Arbitrage : Ma Sang-hee Juges de lignes : Julia Kainberger Diana Mokhova |
| 57               | Tirs | 16                                                                |                  | Arbitrage : Ma Sang-hee Juges de lignes : Julia Kainberger Diana Mokhova |

| 8 janvier 2016 | Chine | 1-3 (0-1, 1-1, 0-1) | Autriche | Eis Sport Arena, Spittal an der Drau 590 spectateurs |

| Feuille de match | Feuille de match               | Feuille de match | Feuille de match | Feuille de match                                                                 |
| ---------------- | ------------------------------ | ---------------- | --- | -------------------------------------------------------------------------------- |
|                  | - Wang X. — 22 min 26 s (TP) - | 0-1 1-1 1-2 1-3  | Killisch von Horn (Ausperger, Felder) — 14 min 58 s (SN) - Heuberger (Granitz) — 24 min Engelhart (Pesendorfer, Schafzahl) — 50 min 44 s | Arbitrage : Henna-Maria Koivuluoma Juges de lignes : Veronika Loise Lybak Larsen |
| He Siye          | Gardiens                       | Nina Prunster    | | Arbitrage : Henna-Maria Koivuluoma Juges de lignes : Veronika Loise Lybak Larsen |
| 12 min           | Pénalités                      | 4 min            | | Arbitrage : Henna-Maria Koivuluoma Juges de lignes : Veronika Loise Lybak Larsen |
| 5                | Tirs                           | 52               | | Arbitrage : Henna-Maria Koivuluoma Juges de lignes : Veronika Loise Lybak Larsen |

| 10 janvier 2016 | Roumanie | 3-9 (0-0, 1-6, 2-3) | Chine | Eis Sport Arena, Spittal an der Drau 110 spectateurs |

| Feuille de match | Feuille de match                                               | Feuille de match                                | Feuille de match | Feuille de match                                                       |
| ---------------- | -------------------------------------------------------------- | ----------------------------------------------- | --- | ---------------------------------------------------------------------- |
|                  | - Ana — 31 min 7 s - Oprea — 42 min 7 s - Iuga — 54 min 33 s - | 0-1 0-2 0-3 1-3 1-4 1-5 1-6 2-6 2-7 2-8 3-8 3-9 | Zhu (Tian) — 23 min 34 s Zhu (Dai) — 28 min 45 s Zhu (Ji) — 29 min 36 s - Liu — 35 min 28 s Tian (Zhu) — 36 min 34 s Tian (Zhu, Dai) — 38 min 28 s - Tian (Dai) — 45 min 27 s Tian (Ji) — 47 min 4 s - Gong — 57 min 25 s | Arbitrage : Anna Kuroda Juges de lignes : Veronika Dopitova Aiko Hoshi |
| Bianca Bobu      | Gardiens                                                       | He Siye (54 min 54 s) Li Jiaxin (5 min 15 s)    | | Arbitrage : Anna Kuroda Juges de lignes : Veronika Dopitova Aiko Hoshi |
| 4 min            | Pénalités                                                      | 4 min                                           | | Arbitrage : Anna Kuroda Juges de lignes : Veronika Dopitova Aiko Hoshi |
| 16               | Tirs                                                           | 63                                              | | Arbitrage : Anna Kuroda Juges de lignes : Veronika Dopitova Aiko Hoshi |

| 10 janvier 2016 | Autriche | 5-0 (3-0, 0-0, 2-0) | Kazakhstan | Eis Sport Arena, Spittal an der Drau 625 spectateurs |

| Feuille de match | Feuille de match | Feuille de match    | Feuille de match | Feuille de match                                                    |
| ---------------- | --- | ------------------- | ---------------- | ------------------------------------------------------------------- |
|                  | Schafzahl (Engelhart) — 6 min 43 s Kraus (Matzka) — 12 min 13 s (SN) Engelhart (Pesendorfer) — 14 min 48 s Pesendorfer (Posch, Schafzahl) — 43 min 16 s Trummer (Posch) — 47 min 38 s | 1-0 2-0 3-0 4-0 5-0 | -                | Arbitrage : Rita Rygh Juges de lignes : Linn Forsberg Diana Mokhova |
| Jessica Ekrt     | Gardiens | Alexandra Poliyenko |                  | Arbitrage : Rita Rygh Juges de lignes : Linn Forsberg Diana Mokhova |
| 8 min            | Pénalités | 12 min              |                  | Arbitrage : Rita Rygh Juges de lignes : Linn Forsberg Diana Mokhova |
| 34               | Tirs | 8                   |                  | Arbitrage : Rita Rygh Juges de lignes : Linn Forsberg Diana Mokhova |

#### Classement
| Clt   | Équipe     | PJ | V | VP | D | DP | BP | BC | Diff | Pts |
| ----- | ---------- | -- | - | -- | - | -- | -- | -- | ---- | --- |
| +001, | Autriche   | 3  | 3 | 0  | 0 | 0  | 20 | 1  | +19  | 9   |
| +002, | Kazakhstan | 3  | 2 | 0  | 0 | 1  | 20 | 7  | +13  | 6   |
| +003, | Chine      | 3  | 1 | 0  | 0 | 2  | 12 | 11 | +1   | 3   |
| +004, | Roumanie   | 3  | 0 | 0  | 0 | 3  | 3  | 36 | -33  | 0   |

- Qualifié pour la finale

### Groupe B

#### Matches
| 7 janvier 2016 | Pologne | 11-0 (6-0, 2-0, 3-0) | Australie | Nockhalle, Radenthein 110 spectateurs |

| Feuille de match    | Feuille de match | Feuille de match                                               | Feuille de match | Feuille de match                                                           |
| ------------------- | --- | -------------------------------------------------------------- | ---------------- | -------------------------------------------------------------------------- |
|                     | Tomczok (Sopata) — 32 s Garbocz (Kaleja) — 4 min 9 s Pirogowicz (Gogoc) — 11 min 39 s Kaminska (Sopata, Laskawska) — 14 min 25 s Tomczok (Sopata) — 18 min 19 s Kaminska — 19 min 44 s Dziwok — 25 min 26 s Dziwok (Gogoc) — 28 min 50 s Wybiral (Dziwok) — 40 min 48 s (IN) Kaleja (Wybiral, Klimecka) — 45 min 7 s (SN) Synowiec (Churas) — 48 min 42 s | 1-0 2-0 3-0 4-0 5-0 6-0 7-0 8-0 9-0 10-0 11-0                  | -                | Arbitrage : Gabriela Mala Juges de lignes : Linn Forsberg Julia Kainberger |
| Aleksandra Zamarlik | Gardiens | Keesha Atkins (31 min 25 s) Tianna Wiesler-Elaya (28 min 35 s) |                  | Arbitrage : Gabriela Mala Juges de lignes : Linn Forsberg Julia Kainberger |
| 8 min               | Pénalités | 6 min                                                          |                  | Arbitrage : Gabriela Mala Juges de lignes : Linn Forsberg Julia Kainberger |
| 57                  | Tirs | 17                                                             |                  | Arbitrage : Gabriela Mala Juges de lignes : Linn Forsberg Julia Kainberger |

| 7 janvier 2016 | Italie | 3-1 (0-0, 2-1, 1-0) | Grande-Bretagne | Nockhalle, Radenthein 110 spectateurs |

| Feuille de match | Feuille de match                                                                                              | Feuille de match  | Feuille de match                         | Feuille de match                                                                    |
| ---------------- | --- | ----------------- | ---------------------------------------- | ----------------------------------------------------------------------------------- |
|                  | Muraro (da Rech, Mattivi) — 30 min 14 s Muraro (Palmieri) — 33 min 16 s - Muraro (Mattivi) — 51 min 45 s (SN) | 1-0 2-0 2-1 3-1   | - Marsden (Traill, Edgar) — 39 min 1 s - | Arbitrage : Henna-Maria Koivuluoma Juges de lignes : Julia Kainberger Diana Mokhova |
| Eugenia Pompanin | Gardiens | Emily Renouf-Cole |                                          | Arbitrage : Henna-Maria Koivuluoma Juges de lignes : Julia Kainberger Diana Mokhova |
| 8 min            | Pénalités | 10 min            |                                          | Arbitrage : Henna-Maria Koivuluoma Juges de lignes : Julia Kainberger Diana Mokhova |
| 31               | Tirs | 33                |                                          | Arbitrage : Henna-Maria Koivuluoma Juges de lignes : Julia Kainberger Diana Mokhova |

| 8 janvier 2016 | Pologne | 1-3 (0-2, 0-1, 1-0) | Grande-Bretagne | Nockhalle, Radenthein 120 spectateurs |

| Feuille de match | Feuille de match     | Feuille de match | Feuille de match                                                                                 | Feuille de match                                                      |
| ---------------- | -------------------- | ---------------- | ------------------------------------------------------------------------------------------------ | --------------------------------------------------------------------- |
|                  | - Gogoc — 59 min 8 s | 0-1 0-2 0-3 1-3  | Traill (Douglas) — 6 min 1 s Beresford (Saunders) — 6 min 32 s Douglas (Marsden) — 37 min 40 s - | Arbitrage : Anna Kuroda Juges de lignes : Sandra Peer Maruska Piccoli |
| Martyna Sass     | Gardiens             | Isobl Wallace    |                                                                                                  | Arbitrage : Anna Kuroda Juges de lignes : Sandra Peer Maruska Piccoli |
| 8 min            | Pénalités            | 4 min            |                                                                                                  | Arbitrage : Anna Kuroda Juges de lignes : Sandra Peer Maruska Piccoli |
| 34               | Tirs                 | 21               |                                                                                                  | Arbitrage : Anna Kuroda Juges de lignes : Sandra Peer Maruska Piccoli |

| 8 janvier 2016 | Australie | 0-8 (0-2, 0-3, 0-3) | Italie | Nockhalle, Radenthein |

| Feuille de match | Feuille de match | Feuille de match                | Feuille de match | Feuille de match                                                         |
| ---------------- | ---------------- | ------------------------------- | --- | ------------------------------------------------------------------------ |
|                  | -                | 0-1 0-2 0-3 0-4 0-5 0-6 0-7 0-8 | Gasperini (Mattivi, Peer) — 11 min 4 s Muraro (Niccolai) — 15 min 26 s da Rech (Mattivi) — 27 min 29 s (SN) Masoero (Roccella, Moser) — 29 min 14 s Nicclai (Peer) — 31 min 49 s (2 SN) Peer (Boccomino) — 42 min 31 s Moser (Roccella) — 42 min 49 s da Rech (Gasperini, Muraro) — 51 min 49 s | Arbitrage : Katalin Gernyi Juges de lignes : Fatima Al Ali Linn Forsberg |
| Keesha Atkins    | Gardiens         | Martina Marangoni               | | Arbitrage : Katalin Gernyi Juges de lignes : Fatima Al Ali Linn Forsberg |
| 12 min           | Pénalités        | 4 min                           | | Arbitrage : Katalin Gernyi Juges de lignes : Fatima Al Ali Linn Forsberg |
| 14               | Tirs             | 45                              | | Arbitrage : Katalin Gernyi Juges de lignes : Fatima Al Ali Linn Forsberg |

| 10 janvier 2016 | Grande-Bretagne | 3-2 (1-0, 0-0, 2-2) | Australie | Nockhalle, Radenthein 120 spectateurs |

| Feuille de match | Feuille de match                                                                    | Feuille de match    | Feuille de match                                                                 | Feuille de match                                                          |
| ---------------- | ----------------------------------------------------------------------------------- | ------------------- | -------------------------------------------------------------------------------- | ------------------------------------------------------------------------- |
|                  | Milne (Edgar) — 4 min 14 s Traill (Marsden) — 45 min 15 s Sylvester — 46 min 33 s - | 1-0 2-0 3-0 3-1 3-2 | - Tihema (Ayris, Davis-Tope) — 48 min 23 s (2 SN) Tihema (Sammons) — 59 min 26 s | Arbitrage : Gabriela Mala Juges de lignes : Fatima Al Ali Maruska Piccoli |
| Isobel Wallace   | Gardiens                                                                            | Keesha Atkins       |                                                                                  | Arbitrage : Gabriela Mala Juges de lignes : Fatima Al Ali Maruska Piccoli |
| 14 min           | Pénalités                                                                           | 2 min               |                                                                                  | Arbitrage : Gabriela Mala Juges de lignes : Fatima Al Ali Maruska Piccoli |
| 37               | Tirs                                                                                | 16                  |                                                                                  | Arbitrage : Gabriela Mala Juges de lignes : Fatima Al Ali Maruska Piccoli |

| 10 janvier 2016 | Italie | 4-2 (0-0, 2-0, 2-2) | Pologne | Nockhalle, Radenthein 250 spectateurs |

| Feuille de match | Feuille de match | Feuille de match        | Feuille de match                                                | Feuille de match                                                            |
| ---------------- | --- | ----------------------- | --------------------------------------------------------------- | --------------------------------------------------------------------------- |
|                  | Muraro — 31 min 17 s Muraro — 37 min 49 s (IN) - Peer (Boccomino) — 46 min 27 s - Mattivi (Gasperini) — 59 min 32 s (CV) | 1-0 2-0 2-1 3-1 3-2 4-2 | - Laskawska — 43 min 34 s - Laskawska (Tomczok) — 53 min 52 s - | Arbitrage : Katalin Gernyi Juges de lignes : Loise Lybak Larsen Sandra Peer |
| Eugenia Pompanin | Gardiens | Martyna Sass            |                                                                 | Arbitrage : Katalin Gernyi Juges de lignes : Loise Lybak Larsen Sandra Peer |
| 14 min           | Pénalités | 10 min                  |                                                                 | Arbitrage : Katalin Gernyi Juges de lignes : Loise Lybak Larsen Sandra Peer |
| 26               | Tirs | 26                      |                                                                 | Arbitrage : Katalin Gernyi Juges de lignes : Loise Lybak Larsen Sandra Peer |

#### Classement
| Clt   | Équipe          | PJ | V | VP | D | DP | BP | BC | Diff | Pts |
| ----- | --------------- | -- | - | -- | - | -- | -- | -- | ---- | --- |
| +001, | Italie          | 3  | 3 | 0  | 0 | 0  | 15 | 3  | +12  | 9   |
| +002, | Grande-Bretagne | 3  | 2 | 0  | 0 | 1  | 7  | 6  | +1   | 6   |
| +003, | Pologne         | 3  | 1 | 0  | 0 | 2  | 14 | 7  | +7   | 3   |
| +004, | Australie       | 3  | 0 | 0  | 0 | 3  | 2  | 22 | -20  | 0   |

- Qualifié pour la finale

### Matches de classement

#### 7eplace
| 11 janvier 2016 | Roumanie | 6-7 (TB) (3-1, 2-2, 1-3, 0-0, 0-1) | Australie | Nockhalle, Radenthein 130 spectateurs |

| Feuille de match                                    | Feuille de match | Feuille de match                                               | Feuille de match | Feuille de match                                                       |
| --------------------------------------------------- | --- | -------------------------------------------------------------- | --- | ---------------------------------------------------------------------- |
|                                                     | Oprea (Ana) — 5 min 4 s (SN) - Oprea (Ana) — 12 min 35 s Iuga (Ana, Oprea) — 14 min 25 s Ana — 21 min 56 s (SN) Oprea (Ana) — 26 min 38 s (SN) - Ana — 51 min 28 s - | 1-0 1-1 2-1 3-1 4-1 5-1 5-2 5-3 5-4 5-5 6-5 6-6 6-7            | - Ayris (Tihema) — 11 min 46 s - Ramachandram (Kelly) — 32 min 52 s Hall (Tihema) — 35 min 21 s Hall (Ayris) — 47 min 15 s Ayris (Hall) — 47 min 51 s - Ayris — 55 min 54 s Sammons — 70 min (TB) | Arbitrage : Gabriela Mala Juges de lignes : Aiko Hoshi Maruska Piccoli |
| Andrea Kurko (47 min 51 s) Bianca Bobu (22 min 9 s) | Gardiens | Keesha Atkins (26 min 38 s) Tianna Wiesler-Elaya (43 min 22 s) | | Arbitrage : Gabriela Mala Juges de lignes : Aiko Hoshi Maruska Piccoli |
| 12 min                                              | Pénalités | 12 min                                                         | | Arbitrage : Gabriela Mala Juges de lignes : Aiko Hoshi Maruska Piccoli |
| 29                                                  | Tirs | 49                                                             | | Arbitrage : Gabriela Mala Juges de lignes : Aiko Hoshi Maruska Piccoli |

#### 5eplace
| 11 janvier 2016 | Chine | 5-2 (1-0, 4-0, 0-2) | Pologne | Nockhalle, Radenthein |

| Feuille de match | Feuille de match | Feuille de match                                             | Feuille de match                                                       | Feuille de match                                                                       |
| ---------------- | --- | ------------------------------------------------------------ | ---------------------------------------------------------------------- | -------------------------------------------------------------------------------------- |
|                  | Zhu (Ji) — 19 min 51 s (SN) Liu (Wang X.) — 22 min 13 s (SN) Zhu (Ji) — 37 min 13 s (2 SN) Wang X. (Ding) — 37 min 49 s (SN) Tian — 38 min 36 s - | 1-0 2-0 3-0 4-0 5-0 5-1 5-2                                  | - Laskawska (Tomczok) — 40 min 44 s Kaleja (Dziwok) — 44 min 11 s (SN) | Arbitrage : Henna-Maria Koivuluoma Juges de lignes : Fatima Al Ali Loise Lyback Larsen |
| He Siye          | Gardiens | Aleksandra Zamarlik (38 min 36 s) Martyna Sass (21 min 24 s) |                                                                        | Arbitrage : Henna-Maria Koivuluoma Juges de lignes : Fatima Al Ali Loise Lyback Larsen |
| 12 min           | Pénalités | 16 min                                                       |                                                                        | Arbitrage : Henna-Maria Koivuluoma Juges de lignes : Fatima Al Ali Loise Lyback Larsen |
| 15               | Tirs | 35                                                           |                                                                        | Arbitrage : Henna-Maria Koivuluoma Juges de lignes : Fatima Al Ali Loise Lyback Larsen |

#### 3eplace
| 11 janvier 2016 | Kazakhstan | 2-0 (1-0, 1-0, 0-0) | Grande-Bretagne | Eis Sport Arena, Spittal an der Drau 300 spectateurs |

| Feuille de match    | Feuille de match                                                                   | Feuille de match | Feuille de match | Feuille de match                                                            |
| ------------------- | ---------------------------------------------------------------------------------- | ---------------- | ---------------- | --------------------------------------------------------------------------- |
|                     | Petsevitch (Aldabergenova) — 15 min 15 s (IN) Feklistova (Iakoupova) — 35 min 25 s | 1-0 2-0          | -                | Arbitrage : Katalin Gernyi Juges de lignes : Linn Forsberg Julia Kainberger |
| Alexandra Poliyenko | Gardiens                                                                           | Isobel Wallace   |                  | Arbitrage : Katalin Gernyi Juges de lignes : Linn Forsberg Julia Kainberger |
| 20 min              | Pénalités                                                                          | 16 min           |                  | Arbitrage : Katalin Gernyi Juges de lignes : Linn Forsberg Julia Kainberger |
| 24                  | Tirs                                                                               | 27               |                  | Arbitrage : Katalin Gernyi Juges de lignes : Linn Forsberg Julia Kainberger |

#### 1replace
| 11 janvier 2016 | Autriche | 3-2 (1-2, 1-0, 1-0) | Italie | Eis Sport Arena, Spittal an der Drau 736 spectateurs |

| Feuille de match | Feuille de match                                                                                               | Feuille de match    | Feuille de match                                                    | Feuille de match                                                          |
| ---------------- | --- | ------------------- | ------------------------------------------------------------------- | ------------------------------------------------------------------------- |
|                  | - Schneeberger (Trummer, Schusser) — 10 min 40 s - Muraro — 12 min 46 s Kraus (Pesendorfer) — 47 min 46 s (SN) | 0-1 1-1 1-2 2-2 3-2 | Boccomino — 7 min 46 s (SN) - Engelhart (Schafzahl) — 24 min 30 s - | Arbitrage : Ma Sang-hee Juges de lignes : Veronika Dopitova Diana Mokhova |
| Jessica Ekrt     | Gardiens | Eugenia Pompanin    |                                                                     | Arbitrage : Ma Sang-hee Juges de lignes : Veronika Dopitova Diana Mokhova |
| 6 min            | Pénalités | 6 min               |                                                                     | Arbitrage : Ma Sang-hee Juges de lignes : Veronika Dopitova Diana Mokhova |
| 38               | Tirs | 9                   |                                                                     | Arbitrage : Ma Sang-hee Juges de lignes : Veronika Dopitova Diana Mokhova |

### Statistiques individuelles
Récompenses
- Meilleur gardienne : He Siye (Chine)
- Meilleur défenseure : Nadia Mattivi (Italie)
- Meilleur attaquante : Theresa Schafzahl (Autriche)

| Clt | Joueuse                | Équipe     | PJ | B | A | Pts | Pun | +/- |
| --- | ---------------------- | ---------- | -- | - | - | --- | --- | --- |
| 1   | Malika Aldabergenova   | Kazakhstan | 4  | 5 | 7 | 12  | 12  | +13 |
| 2   | Anastassiya Petsevitch | Kazakhstan | 4  | 7 | 3 | 10  | 4   | +13 |
| 3   | Anita Muraro           | Italie     | 4  | 7 | 1 | 8   | 2   | +6  |
| 4   | Theresa Schafzahl      | Autriche   | 4  | 3 | 5 | 8   | 4   | +11 |
| 5   | Zhu Rui                | Chine      | 4  | 5 | 2 | 7   | 2   | +4  |
| 6   | Voicu Ana              | Roumanie   | 4  | 3 | 4 | 7   | 14  | -17 |
| 7   | Alexandra Feklistova   | Kazakhstan | 4  | 5 | 1 | 6   | 4   | +14 |
| 7   | Tian Naiyuan           | Chine      | 4  | 5 | 1 | 6   | 10  | +2  |
| 9   | Sophie Engelhart       | Autriche   | 4  | 4 | 2 | 6   | 0   | +9  |
| 10  | Jennifer Pesendorfer   | Autriche   | 4  | 3 | 3 | 6   | 0   | +10 |

Pour les significations des abréviations, voir statistiques du hockey sur glace.
| Clt | Joueur              | Équipe          | PJ | Min          | BC | Moy   | %Arr  | Bl |
| --- | ------------------- | --------------- | -- | ------------ | -- | ----- | ----- | -- |
| 1   | Egenia Pompanin     | Italie          | 3  | 180 min 0 s  | 6  | 2,00  | 93,81 | 0  |
| 2   | Isobel Wallace      | Grande-Bretagne | 3  | 180 min 0 s  | 5  | 1,67  | 93,24 | 0  |
| 3   | Jessica Ekrt        | Autriche        | 3  | 180 min 0 s  | 2  | 0,67  | 91,67 | 2  |
| 4   | Alexandra Poliyenko | Kazakhstan      | 3  | 180 min 0 s  | 7  | 2,33  | 91,57 | 1  |
| 5   | He Siye             | Chine           | 4  | 234 min 45 s | 13 | 3,32  | 91,16 | 0  |
| 6   | Martyna Sass        | Pologne         | 3  | 141 min 18 s | 6  | 2,55  | 86,96 | 0  |
| 7   | Aleksandra Zamarlik | Pologne         | 2  | 98 min 36 s  | 5  | 3,04  | 84,85 | 1  |
| 8   | Keesha Atkins       | Australie       | 4  | 177 min 39 s | 24 | 8,11  | 81,54 | 0  |
| 9   | Andrea Kurko        | Roumanie        | 3  | 153 min 15 s | 27 | 10,57 | 79,55 | 0  |

Pour les significations des abréviations, voir statistiques du hockey sur glace.